# Aguaviva (pel·lícula)
Aguaviva és una pel·lícula espanyola de documental realitat dirigit per Ariadna Pujol de Pagès el 2005 amb material recollit durant quatre anys d'estada i observació. Ha estat doblada al català.

## Sinopsi
El documental mostra el municipi d'Aiguaviva de Bergantes (Matarranya), on els autoritats municipals, per evitar el despoblament, el 2000 va fer una crida a famílies que estiguessin disposades a instal·lar-s'hi a canvi de treball i habitatge, sense comptar amb l'opinió dels 598 habitants. Intenta mostrar les relacions entre els habitants del poble i els nouvinguts mostrant la vellesa, la solitud, la incomunicació i el desarrelament.

## Reconeixement
Fou projectada a la Secció Zabaltegi del Festival Internacional de Cinema de Sant Sebastià 2005 nominada a millor documental als V Premis Barcelona de Cinema i premi del públic al millor documental al Festival de Màlaga.